# ریدل (آیداهو)
ریدل یک محدود ثبت‌نشده در جنوب غربی ایالت آیداهو در شهرستان ایوئی است. این منطقه در SH-51 و با ۱۳ مایل (۲۱ کیلومتر) مرز شمالی با نوادا و ۷۹ مایل (۱۲۷ کیلومتر) مرز جنوبی با مانتین هوم قرار گرفته‌است.
در سال ۲۰۰۰ میانگین متوسط درآمد خانوار برای محدوده پستی شامل گرامیر و ریدل ۳۰۲۱ دلار بود. ارتفاع ریدل ۵٬۳۶۷ فوت (۱٬۶۳۶ متر) بالاتر از سطح دریا است.
ریدل محل داستانی برای شروع و پایان فیلم نقطه گریز (بازسازی سال ۱۹۹۷) بود.